# Donje Stopanje
Donje Stopanje (cyr. Доње Стопање) – wieś w Serbii, w okręgu jablanickim, w mieście Leskovac. W 2011 roku liczyła 1105 mieszkańców.